# Плескачевский, Виктор Семёнович
Ви́ктор Семе́нович Плескаче́вский (27 сентября 1956 — 8 сентября 2018) — российский политический деятель. Депутат Государственной думы III—V созывов (2000—2011).

## Биография
Родился 27 сентября 1956 года в Акмолинске (ныне Астана) Казахской ССР. Родители — участники обороны Ленинграда во время Великой Отечественной войны.
В 1973 году, окончив среднюю школу и заочную школу Московского физико-технического института (МФТИ), переехал в Ленинград, где окончил ПТУ и ВТУЗ — филиал Ленинградского электротехнического института связи (ЛЭИС) им. Бонч-Бруевича (вечернее отделение).
В 1990 году окончил факультет переподготовки руководящих кадров Межотраслевого института повышения квалификации при Ленинградском финансово-экономическом институте (ЛФЭИ) по специальности «экономист». Окончил также вечернее отделение Ленинградского областного университета имени А. С. Пушкина по специальности «финансы и кредит». В 1992 году получил аттестат Минфина высшей категории на право работы с ценными бумагами и право управления инвестиционными фондами.
До 1984 года работал на кафедре экспериментальной физики атмосферы Ленгидромета
С 1984 по 1988 годы работал в строительно-монтажном управлении, возглавлял финансово-инвестиционную компанию «Altus Group» (строительство, финансовые операции).
В 1988 году добровольно отправился вместе со своими сотрудниками в Армению для участия в работах по ликвидации последствий землетрясения.
С 1998 года — президент ОАО «Фонд „Преображенский“».

### Политическая деятельность
19 декабря 1999 был избран депутатом Государственной Думы РФ третьего созыва по общефедеральному списку избирательного блока "Межрегиональное движение «Единство» («Медведь») (№ 2 по Санкт-Петербургу).
С 26 января 2000 по 19 апреля 2001 — член Комитета Государственной Думы по кредитным организациям и финансовым рынкам. 29 марта 2000 был избран заместителем председателя Комиссии Государственной Думы по защите прав инвесторов.
С февраля 2001 — представитель Государственной Думы в коллегии Федеральной комиссии по рынку ценных бумаг (ФКЦБ).
19 апреля 2001 был избран на пленарном заседании Госдумы председателем думского комитета по собственности.
С 23 мая 2001 — заместитель председателя Комиссии ГД по государственному долгу и зарубежным активам.
7 декабря 2003 избран депутатом Государственной Думы РФ. Вошёл во фракцию «Единая Россия». Стал председателем Комитета ГД по собственности.
2 декабря 2007 был избран депутатом ГД РФ пятого созыва по списку «Единой России» (№ 6 в Челябинской области). Вновь стал председателем Комитета ГД по собственности.
16 сентября 2009 Госдума назначила Плескачевского своим представителем в Национальном банковском совете (НБС).

### Происшествия
- 27 января 2004 года на сайте «Грани.ру» был помещен материал о «человеке, похожем на председателя Комитета Госдумы по собственности Виктора Плескачевского», устроившем, по данным издания, дебош в клубе[5].
- 27 мая 2005 года у вылетавшего из Пулково в Москву Плескачевского были в ручной клади обнаружены патроны к пистолету ТТ и выстрел к гранатомету, которые тот, «пользуясь иммунитетом», пытался пронести на борт самолёта[6].
- 7 апреля 2013 года устроил пьяный дебош в центре Москвы — он подрался с водителем такси и разбил стекло его автомобиля. Водитель немедленно отреагировал и вызвал наряд полиции к месту происшествия. Инцидент закончился в участке полиции. Плескачевский написал объяснительную, после чего его отпустили домой.[7]